# 곶감쌈
곶감쌈은 곶감에 호두를 박아 만든 음식이다. 곶감말이, 호두곶감말이 등으로도 부르며, 호두 외에 잣이나 다른 견과를 넣어 만들기도 한다. 현대에는 버터를 넣기도 한다. 설날의 세찬이나 술안주, 주전부리로 먹는다.

## 만들기
곶감은 꼭지를 제거하고 세로로 자른 후 씨를 빼고 평평하게 다듬는다. 껍질 벗긴 호두를 넣고 돌돌 말아서, 랩으로 감싸 냉동실에 보관한다. 먹을때 꺼내서 1cm 두께로 자른다. 크림 치즈 등을 함께 넣기도 한다.

## 같이 보기
- 쌈
- 곶감